# Mieko Yoshimura
Mieko Yoshimura, japanska: 吉村 美栄子 (Yoshimura Mieko), född 18 maj 1951 i Ōe, Yamagata, är en japansk politiker som sedan 2009 är Yamagata prefekturs guvernör.
Yoshimura hade olika uppdrag inom Yamagatas byråkrati innan hon ställde upp i guvernörsvalet 2009 med Demokratiska partiets uppbackning. Hon vann med liten marginal över den sittande guvernören Hiroshi Saitō. I valen 2013 och 2017 stod hon utan motkandidat. Hon vann vidare valet 2021 med runt 70 procent av rösterna.